# Cousinia foliosa
Cousinia foliosa là một loài thực vật có hoa trong họ Cúc. Loài này được Boiss. & Balansa mô tả khoa học đầu tiên năm 1859.